# Xysticus variabilis
Xysticus variabilis là một loài nhện trong họ Thomisidae.
Loài này thuộc chi Xysticus. Xysticus variabilis được Eugen von Keyserling miêu tả năm 1880.